# Государственное антирелигиозное издательство
Госуда́рственное антирелигио́зное изда́тельство (ГАИЗ) — советское издательство, существовавшее в 1932—1942 годы.

## История
Создано в 1932 году в Москве в составе ОГИЗ. Руководство осуществлялось Центральным советом Союза воинствующих безбожников.

## Директора
- А. С. Богад[1]

## Издательская деятельность

«Календарь антирелигиозника на 1941 год» выпущенный ГАИЗ

Выпускало антирелигиозную литературу: книги по разным вопросам атеизма и истории религии, об отношении ВКП(б) к религии, о происхождении религии, об истории религии и церкви.
Были изданы книги известного марксиста Поля Лафарга «Религия и капитал» (1937), Е. М. Ярославского «Против религии и церкви». Т. 1—5. (1932-1936), И. И. Скворцов-Степанова «Мысли о религии» (1936), В. К. Никольского «Происхождение религии» (1940), А. Б. Рановича «Очерки истории раннехристианской церкви» (1941), Б. Спинозы «Богословско-политический трактат» (1934), П. Гольбаха «Избранные антирелигиозные произведения» (1934), Э. Геккель «Мировые загадки» (1937).
ГАИЗ издавало газету «Безбожник», журналы «Безбожник» и «Антирелигиозник».